# 송호성
송호성(宋虎聲, 1889년 11월 20일 ~ 1959년 3월 24일)은 일제강점기의 독립운동가이자 대한민국의 군인이다.

## 학력
- 경성 보성전문학교 전문학사
- 중화민국 허베이 성 바오딩 육군군관학교 졸업
- 육군사관학교 2기 졸업
- 조선경비보병학교 졸업
- 육군참모학교 졸업

## 생애
함경도 함주에서 출생하여 지난날 한때 함경도 흥남에서 유아기를 보낸 적이 있고 그 후 함경도 함흥에서 성장한 그는 대한독립군에도 투신한 적이 있으며 대한독립군 시절 김구 계파로써 홍범도, 김원봉 등과는 대립하는 등 독립운동 역사의 비극을 겪기도 한 있는 그는 광복군 훈련처장을 거쳐 광복군 지대장을 역임하였다. 1946년 12월 대한민국 육군의 전신인 조선경비대 초대 총사령관으로 임명되었다가, 정부 수립후 조선경비대가 대한민국 국군으로 확대·개편되면서 육군 총사령관으로 임명되었다. 대한민국 육군 창군 주역의 한 사람이다.
육군 총사령관 직위에서 밀려난 이후에는, 통위부 차장(1948년 6월), 1949년 3월 호국군 사령관, 육군 제5사단장(1949년 5월 12일), 1949년 7월 12일을 기하여 육군 제2사단장(육군 태백산지구 전투사령관 겸임), 1950년 2월 참모학교를 수료하고, 1950년 5월 12일을 기하여 대한민국 육군 준장으로 예편, 이후 1950년 6월 10일 청년방위대 고문단장을 역임하였다.
김구의 측근으로, 김구의 암살과 함께 권력에서 밀려나며 1950년 5월 12일을 기하여 대한민국 육군 준장으로 강제 예편되었다. 한국 전쟁 발발 직후, 한강 인도교 폭파로 인해 남하하지 못하고, 납북되었다. 1953년 인민군 해방전사 여단장을 지냈고, 1956년 재북평화통일촉진협의회 상무위원을 지냈다. 1954년 반혁명분자로 낙인찍혀 1958년 평남 양덕으로 유배되었고, 1959년 뇌출혈로 사망했다.

## 참조
1. ↑  한국전쟁사 1권 해방과 건군, p270
2. ↑  “統衛部發表”. 동아일보. 1948년 6월 19일.
3. ↑  “각 여단을 사단을 승격”. 동아일보. 1949년 5월 20일.
4. ↑  한국전비사 상권, p538-539
5. ↑  이정훈, 北으로 간 장군 아버지, 대만 스파이 된 아들 보관됨 2014-02-22 - 웨이백 머신 주간동아